# Ségolène Le Men
Pour les articles homonymes, voir Le Men.
Ségolène Le Men, née le 8 septembre 1953, est une historienne de l'art et universitaire française. Elle est professeure émérite d’histoire de l’art contemporain à l'université Paris-Nanterre.

## Biographie
Ségolène Le Men est reçue à l'école normale supérieure de jeunes filles en 1973. Dans le cadre de sa formation, elle effectue un séjour d'une année à l'université Harvard. Elle réalise en 1975 un mémoire de maîtrise d'histoire de l'art intitulé Vieira da Silva, peintre-illustrateur sous la direction de Bernard Dorival à l'université Paris-IV et obtient l'agrégation de lettres modernes en 1977. Elle soutient en 1981 une thèse de doctorat intitulée Les abécédaires illustrés en France au XIXe siècle : une culture enfantine, à l'université Paris-VII, sous la direction d'Anne-Marie Christin, puis une thèse d'État, en 1994, intitulée L'Illustration en France au dix-neuvième siècle : la cathédrale illustrée.

## Activités professionnelles et institutionnelles
Elle est assistante agrégée en poste à l'université de Tours, de 1978 à 1983, puis chercheuse au CNRS, d'abord à la Bibliothèque nationale en 1983-1984, puis au musée d'Orsay de 1984 à 1995, où elle est responsable du secteur « livres illustrés, presse, affiche ». Elle est nommée maître de conférences à l'université Paris-Nanterre en 1995 et promue professeure en 1997. Elle a co-dirigé le laboratoire Histoire des arts et des représentations (HAR — EA 4414). Elle est professeure émérite.
Elle publie sa thèse sous l'intitulé Les Abécédaires français illustrés du XIXe siècle, en 1984. Elle publie en 1994 Seurat et Chéret : le peintre, le cirque et l'affiche, dans lequel elle étudie l'inspiration qu'a représentée l’œuvre de Chéret pour Seurat, en étudiant les éléments liés au cirque, à la suite d'une exposition qu'elle a réalisée au musée d'Orsay en 1991. Elle dirige avec Jean Glénisson un ouvrage collectif, Le Livre d'enfance et de jeunesse en France en 1997, et consacre un ouvrage au motif de La Cathédrale illustrée de Hugo à Monet.
Elle est membre honoraire de l'Institut universitaire de France (2005-2015), membre élue de l'Academia Europaea (2009), membre associée de l'équipe Histoire de l’art. Processus de création et genèse de l'œuvre, de l'Institut des textes et manuscrits modernes.
Elle est co-commissaire de l'exposition Cathédrales 1789-1914 Un mythe moderne, au musée des Beaux-Arts de Rouen et au musée Wallraf Richartz & Fondation Corboud à Cologne, en 2014.

## Publications
- Les Abécédaires français illustrés du XIXe siècle, Promodis, 1984  (ISBN 9782903181352)
- Seurat et Chéret : le peintre, le cirque et l'affiche, CNRS éditions, 1994, coll. « Les insolites de la mémoire », 187 p.  (ISBN 2-271-05042-1)
- (co-dir.) Le Livre d'enfance et de jeunesse en France, avec Jean Glénisson, Sociétés des bibliophiles de Guyenne, 1997, 332 p.  (ISBN 2904532242)
- La Cathédrale illustrée, CNRS éditions, 1998, rééd. Hazan, 2014  (ISBN 9782754107662)
- La Cathédrale illustrée de Hugo à Monet : regard romantique et modernité, CNRS éditions, 1998, 222 p.  (ISBN 2-271-05574-1)
- Courbet, Citadelles & Mazenod, 2007, 399 p.  (ISBN 978-2-85-088247-0)
- (dir.) L'Art de la caricature, Presses universitaires de Paris Ouest, 2011, actes du colloque « Caricature bilan et recherches » des 11 et 12 décembre 2006, 350 p.  (ISBN 9782840160724).
- La Bibliothèque de Monet, (dir.), avec Claire Maingon et Félicie de Maupeou, Citadelles & Mazenod, 2013, 255 p.  (ISBN 978 2 850088 551).
- Sylvain Amic et al., Cathédrales : 1789-1914, un mythe moderne, Somogy éditions d'art, 2014, 416 p. (ISBN 2757207903)
- (co-dir.) avec Jean-Roch Bouiller, Laurence Madeline et Giusy Pisano, Le Panorama, un art trompeur, Septentrion, 2019, 246 p. (ISBN 2757428047).

## Honneurs et distinctions
- 2011 : chevalier de la Légion d'honneur[2],[15]